# Upa
Upa (rus. Упа) je rijeka u Tulskoj oblasti u Rusiji. 
Jedna je od glavnih pritoka rijeke Oke. Duga je 345 km.
Od većih gradova, na njoj se nalazi grad Tula.

## Vanjske poveznice
|  | Zajednički poslužitelj ima još gradiva o temi Upa |